# Torricelle
Le Torricelle (Toresele in dialetto veronese) sono le colline che chiudono a nord la città di Verona. I colli sono parte integrante del paesaggio urbano fin dalla fondazione della città, i cui primi insediamenti in epoca preromana videro la luce proprio su queste alture. Da un punto di vista orografico, le Torricelle sono l'estrema propaggine meridionale dei Monti Lessini compresa tra la Valpolicella e la Valpantena; appartengono quindi al settore delle Prealpi Venete. Oltre a vari luoghi di culto, ville e abitazioni private, sulle Torricelle si sviluppa parte della cinta muraria veronese di epoca scaligera e si trovano ancora varie fortificazioni militari realizzate durante la dominazione austriaca e diventate oggi elemento caratterizzante del paesaggio collinare e cittadino veronese.

## Origini del nome

Le torri massimiliane che danno il nome alle Torricelle libere dalla vegetazione in una vecchia fotografia.

Il nome con cui i veronesi identificano le colline a nord della città, Torricelle, deriverebbe dalle quattro torri massimiliane erette tra il 1837 e il 1843 da Franz von Scholl, direttore dell'Imperiale Regio Ufficio delle Fortificazioni di Verona. Le torri, ancora esistenti, vennero costruite per chiudere a nord il complesso sistema difensivo collinare realizzato dall'impero austriaco: da qui, le artiglierie potevano battere la Valpantena, la Valdonega e la valle di Avesa. Le quattro torri a pianta circolare sorgono sulla dorsale di Santa Giuliana ed erano all'epoca visibili dalla città, essendo la vegetazione meno fitta, tanto da spingere i veronesi a identificare l'intera area collinare con questo nome.

## Geografia fisica

### Confini e paesaggio

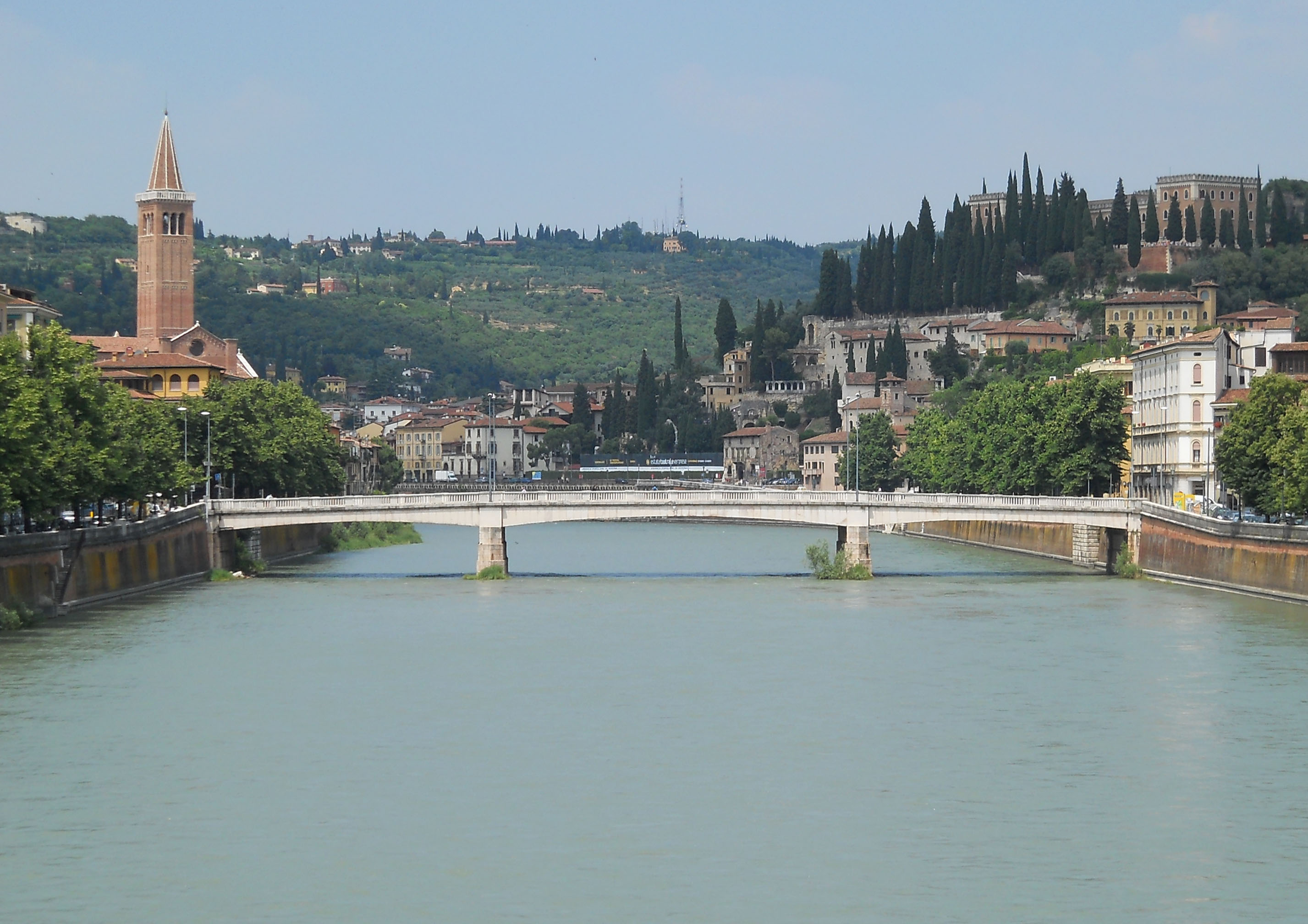
Le Torricelle con colle San Pietro sullo sfondo del ponte Nuovo e della chiesa di Santa Anastasia.

Per quanto sia difficile definire un confine netto tra i colli a nord di Verona e il più ampio complesso dei Monti Lessini, con il termine Torricelle si designa generalmente l'area collinare sita interamente all'interno del territorio comunale di Verona tra la Valpolicella a ovest e la Valpantena a est, e più precisamente i rilievi compresi tra l'abitato di Parona e il quartiere di Borgo Venezia. L'area si articola in vari cordoni collinari che, partendo dal Monte Comun nei pressi di Montecchio, si estendono a ventaglio in direzione nord-sud verso la pianura. Come per l'intera Lessinia, i rilievi sono intervallati da strette valli, dette vaj, attraversate da torrenti, detti "progni", che sfociano nel fiume Adige dopo aver attraversato la città: il loro corso è spesso interrato nei quartieri più densamente urbanizzati.
Procedendo da ovest verso est dopo l'abitato di Parona (frazione di Verona già compresa nella Valpolicella), si incontrano il colle di san Dionigi, il Monte Cavro con l'Eremo di san Rocchetto, la valle di Quinzano, il Monte di Villa e il Monte Ongarine che separano la valle di Quinzano da quella di Avesa, la valle di Avesa attraversata da vari progni tra cui il Borago e il Lorì (che verso monte si suddivide nei vaj Borago e Galina, separati dal Monte Spigolo), il Monte Arzan che divide il vajo Galina dalla Valpantena, il colle di Santa Giuliana e il Monte Calvo dominato dal forte San Mattia e più a sud il Colle San Leonardo con il santuario della Madonna di Lourdes, la Valdonega, il Colle San Felice e quello di San Pietro (detto anche Monte Gallo), dove si insediarono i primi abitanti di Verona, la valle di San Giovanni in Valle che ospita l'omonima chiesa romanica, e il Monte Castiglione che separa il quartiere di Veronetta da quello della Biondella e dalla Valpantena, che chiude a est l'area delle Torricelle.
La prossimità di queste valli e colline alla città di Verona ne ha favorito l'antropizzazione fino a farle diventare parte integrante del paesaggio urbano, soprattutto dopo l'annessione di vari comuni autonomi della cintura metropolitana collinare (tra cui Parona, Quinzano e Avesa) al Comune di Verona nel 1927.

### Geologia

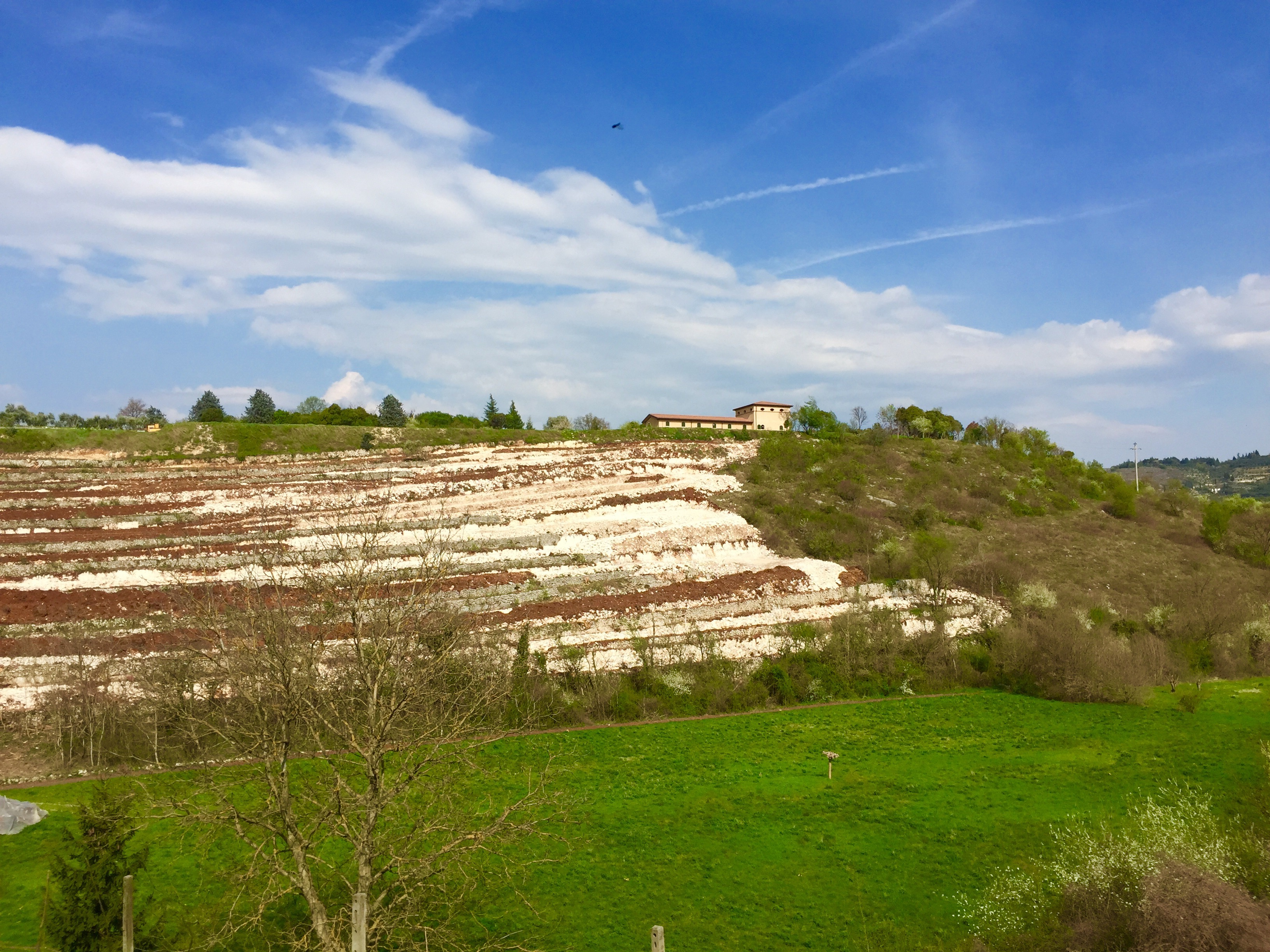
Cave di tufo sui colli nei pressi di Avesa.

Da un punto di vista geologico, le Torricelle sono costituite da rocce calcaree la cui datazione va dall'Eocene medio all'Eocene superiore. Come i vicini Lessini, si tratta di un'area un tempo sommersa la cui emersione si verificò tra l'Oligocene e il Miocene inferiore. Nell'area sono presenti fenomeni di paleocarsismo evidenti nelle numerose cavità, grotte, doline e gallerie sotterranee, alcune abitate fin dalla preistoria, e da corsi d'acqua che sgorgano da risorgive. Nella fascia mediana sono presenti nuclei di rocce eruttive: un filone basaltico attraversa il vajo Borago a nord di Avesa.
L'area valliva attorno ad Avesa è stata interessata in passato da un'intensa attività estrattiva di materiali usati nell'edilizia, quali la Pietra di Avesa e la Pietra Gallina, quest'ultima caratterizzata da giacimenti fossili come il più noto rosso ammonitico veronese. Le cave, ora abbandonate, sono ancora visibili sui fianchi dei monti Ongarine e Arzan. Dalle colline si ricavava anche la cosiddetta "terra gialla" di Verona, un'ocra usata per gli affreschi in età rinascimentale.

### Idrografia
L'area delle Torricelle presenta fenomeni di carsismo con corsi d'acqua superficiali di portata limitata e un'intensa circolazione idrica nel sottosuolo. Nella valle di Avesa, una sorgente carsica pedemontana è il Lorì, piccolo corso d'acqua che nasce da risorgive vicino alla frazione e poi sviluppa il suo corso solo parzialmente in superficie fino ad attraversare interrato i quartieri di Ponte Crencano e Borgo Trento e sfociare nell'Adige nei pressi del ponte Garibaldi. In epoca romana le acque del Lorì venivano convogliate nel cuore della città attraverso un acquedotto che attraversava l'Adige e proseguiva verso il foro romano (l'attuale piazza Erbe).
La valle di Avesa è attraversata anche dai progni Borago e Galina, che solcano i rispettivi vaj a nord del centro abitato per ricongiungersi nei pressi del Monte Spigolo in un unico corso. Dopo aver attraversato Avesa, il progno taglia il quartiere di Ponte Crencano e sfocia nell'Adige all'altezza della località Ca' Rotta, poco distante dall'ospedale di Borgo Trento.
A ovest, anche la valle di Quinzano è attraversata da un progno che, dopo aver tagliato in due la frazione, raggiunge la città nei pressi della località Ca' di Cozzi e sfocia nell'Adige all'altezza di Via Saval, poco prima dell'omonimo ponte.
Una maggiora portata d'acqua la si ritrova a fondo valle dove scorrono numerosi veli idrici tra cui quelli di San Dionigi, di Sommavalle, della Valdonega, della Fontana del Ferro, di castel San Pietro, del teatro romano e di San Giovanni in Valle.

### Flora

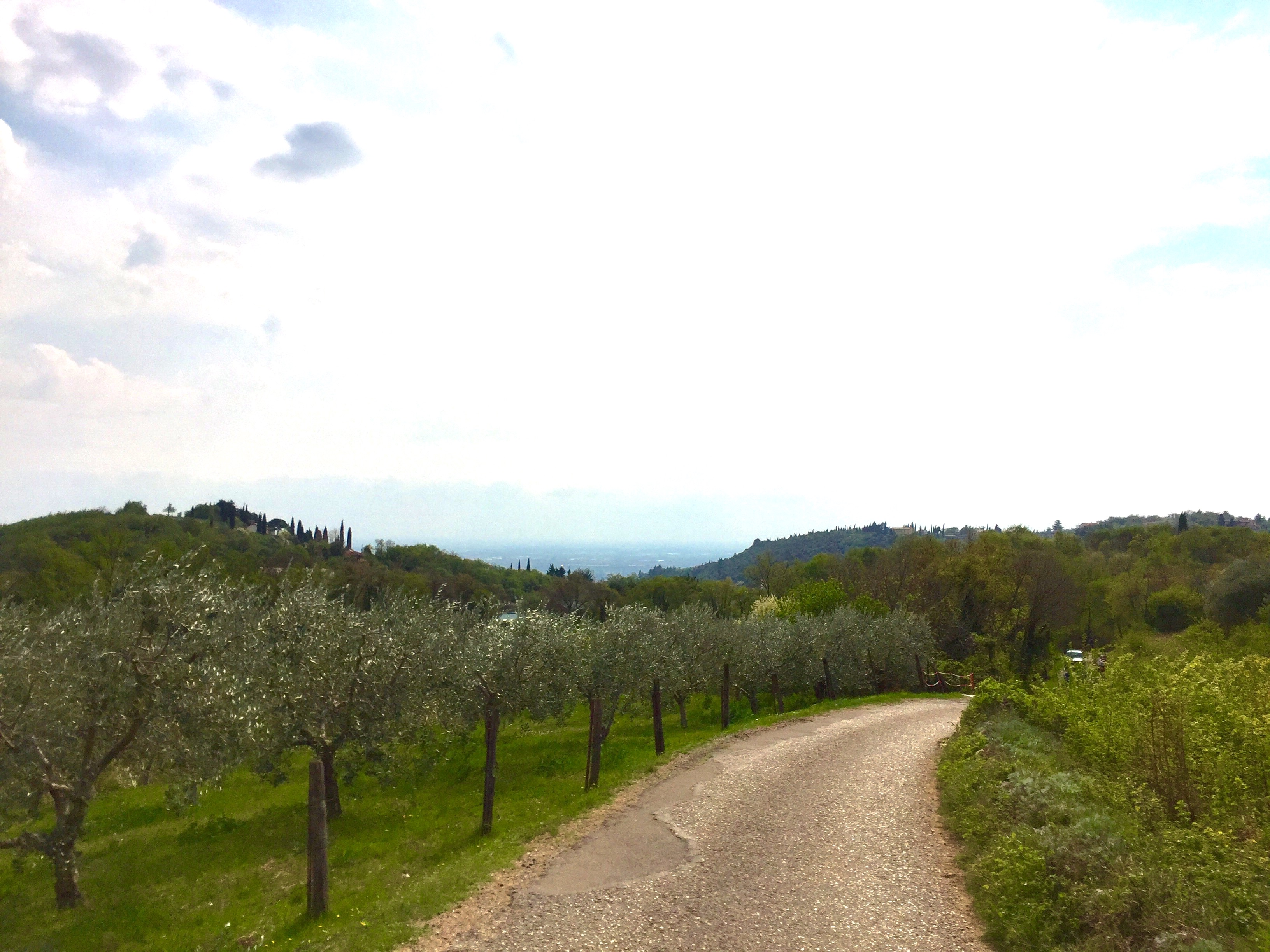
Ulivi tra Avesa e Quinzano.

Come per le vicine Valpolicella e Valpantena, il clima mite dell'area, riparata dalle correnti fredde del nord dalla corona dei Monti Lessini, ha favorito nei secoli la coltura dell'olivo, della vite, dei mandorli e dei ciliegi. Tipici del paesaggio antropico sono i terrazzamenti con muretti a secco diffusi sui fianchi delle colline, costruiti nei secoli dall'uomo per facilitare la coltivazione (localmente detti marogne).
Nelle aree boschive, le specie arboree più diffuse sono l'orniello, la roverella e il carpino nero. Nelle zone più umide si incontrano invece il carpino bianco e il castagno. Sono presenti anche varie specie di conifere impiantate in epoca più recente (anni cinquanta del Novecento) per contenere l'erosione dei versanti collinari con scarsa vegetazione: pino nero, cipresso, pino d'Aleppo, cedro atlantico e pino domestico.

### Fauna
La fauna vertebrata comprende:
- varie specie di mammiferi tra cui il riccio, il toporagno comune, la talpa, la lepre comune, lo scoiattolo, l'arvicola rossastra, il ghiro, il moscardino, il topo selvatico, la volpe, il tasso, la donnola e la faina;[12]
- anfibi quali il tritone punteggiato, la salamandra pezzata, il rospo comune, il rospo smeraldino, la raganella, la rana verde e la rana agile;[13]
- rettili tra cui il ramarro, la lucertola, l'orbettino italiano, il biacco, la biscia dal collare, il colubro liscio e la vipera comune;[13]
- un centinaio di specie di uccelli tra cui la cinciarella, la cinciallegra, la cincia mora, il picchio muratore, la ghiandaia, lo sparviero, la poiana, la cornacchia grigia, il fringuello, il cuculo. Nel fondo dei vaj si incontrano il gheppio, il falco pecchiaiolo, il corvo imperiale, e il falco pellegrino. Sono stati avvistati anche l'aquila reale e il gufo reale. Negli uliveti nidifica il torcicollo e si incontra spesso l'upupa.[14]

La fauna invertebrata è caratterizzata da varie specie tipiche della regione mediterranea. Sono presenti anche due specie endemiche: il Niphargus canui, un crostaceo anfipode di acque sotterranee che ha il suo habitat nella cava "il Busetto" di Quinzano, e il Lathrobium pinkeri, un coleottero stafilinide endogeo che vive nei vaj Borago e Galina.

## Principali rilievi e luoghi di interesse

### Colle di San Dionigi
Colle di modeste dimensioni tra Parona e Quinzano, dominato dall'omonima cappella medievale affiancata dall'ottocentesca villa Erbisti Rossi Chiampan, realizzata in forme neoclassiche nel 1834 e attorniata da un parco novecentesco con un laghetto artificiale alimentato dalle sorgenti della zona. Si raggiunge la cima del colle dalla strada dei Monti, traversa di via Preare, la provinciale che conduce da Verona a Parona.

### Monte Cavro

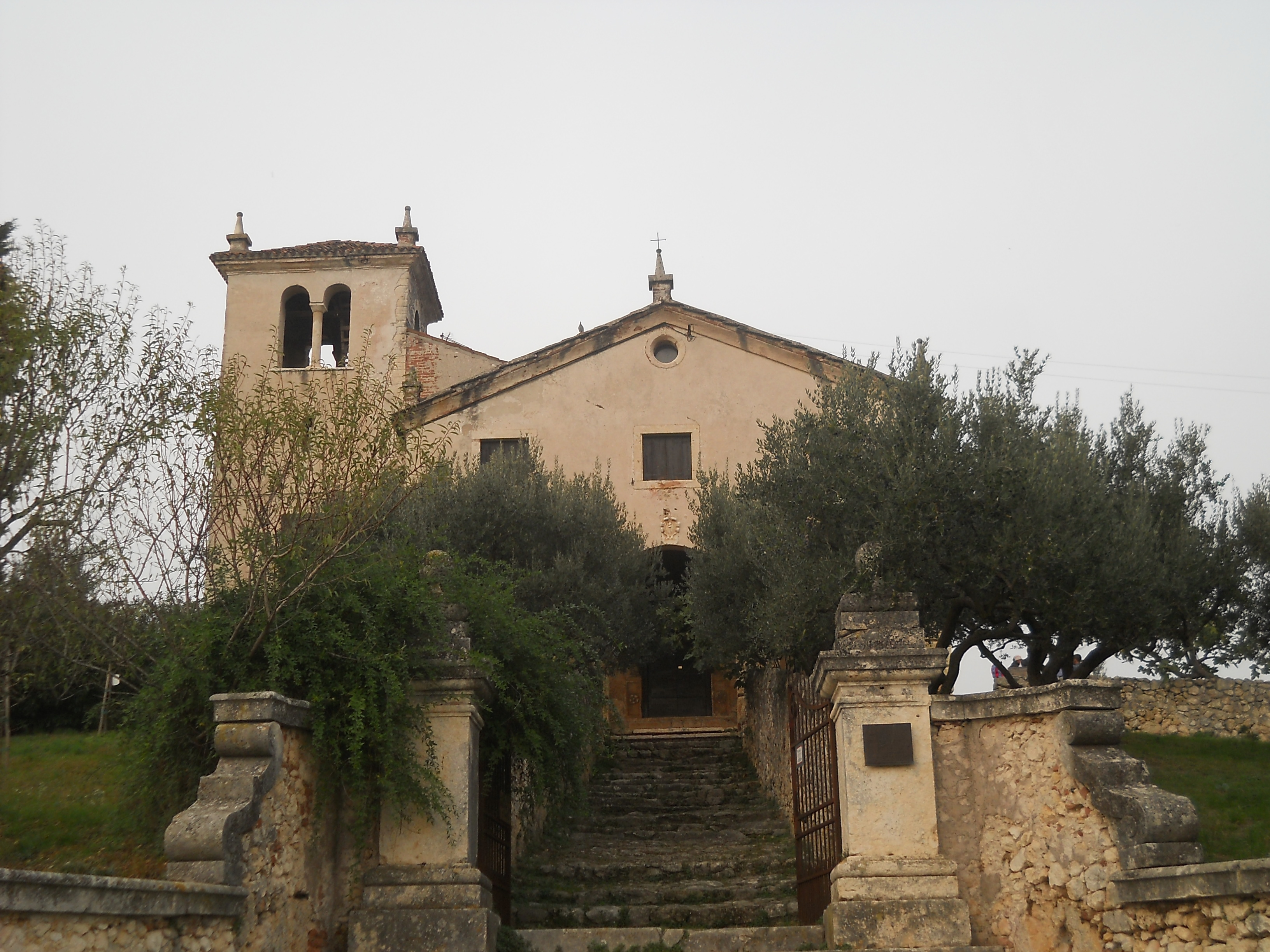
L'eremo di San Rocchetto sulla cima del monte Cavro.

Il colle che domina i quartieri periferici della Ca' di Cozzi e del Saval e chiude a ovest la valle di Quinzano è dominato dall'eremo di San Rocchetto, chiesetta in stile romanico raggiungibile da una scalinata del XVIII secolo. Alla collina era attribuita una connotazione religiosa anche in epoca precristiana: nell'età del bronzo si trovava sulla sua sommità un castelliere, luogo da cui forse si divinavano il sole e le stelle. In età medievale, la sua particolare forma ha portato la popolazione ad accostarla al monte Calvario, da cui deriverebbe il toponimo attuale, e a erigere tre croci sulla cima. Tra il XII e il XIII secolo, i pellegrini provenienti dalla Terra Santa ricavarono nella roccia una piccola cappella detta del Santo Sepolcro su cui poi si edificò la chiesa attuale nel XV secolo. Ai piedi del colle sorge invece la chiesa di San Rocco, anch'essa eretta alla fine del Quattrocento.

### Monte di Villa

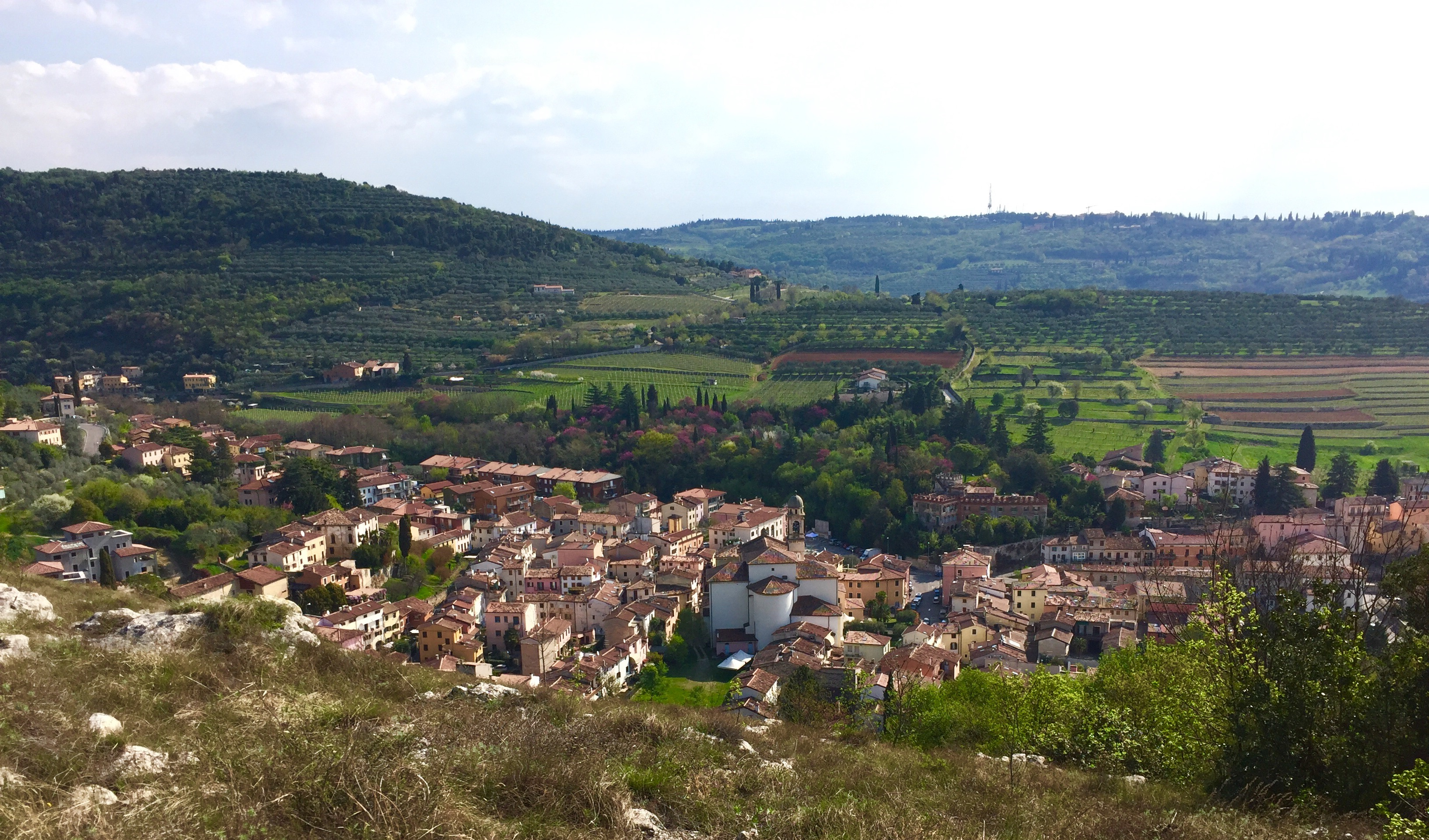
Veduta di Quinzano e del monte di Villa dal monte Cavro, con il caratteristico Castel e, sullo sfondo, il monte Ongarine e la dorsale di Santa Giuliana.

La piccola altura (142 m) separa a sud la valle di Quinzano da quella di Avesa. Trae il suo nome dall'omonima contrada, un tempo frazione del comune autonomo di Quinzano e oggi inglobata nel quartiere di Ponte Crencano. Nell'abitato sono state rinvenute tracce di un insediamento residenziale risalente al I secolo a.C. Il colle è dominato dalla peculiare architettura della cinquecentesca villa Rizzoni detta "el Castel" per il suo restauro neomedievale di fine Ottocento. L'edificio e la cima del colle sono raggiungibili percorrendo la strada Monte di Villa da Ponte Crencano e via Cava Bradisa dal centro di Quinzano.

### Monte Ongarine (o Crocetta)

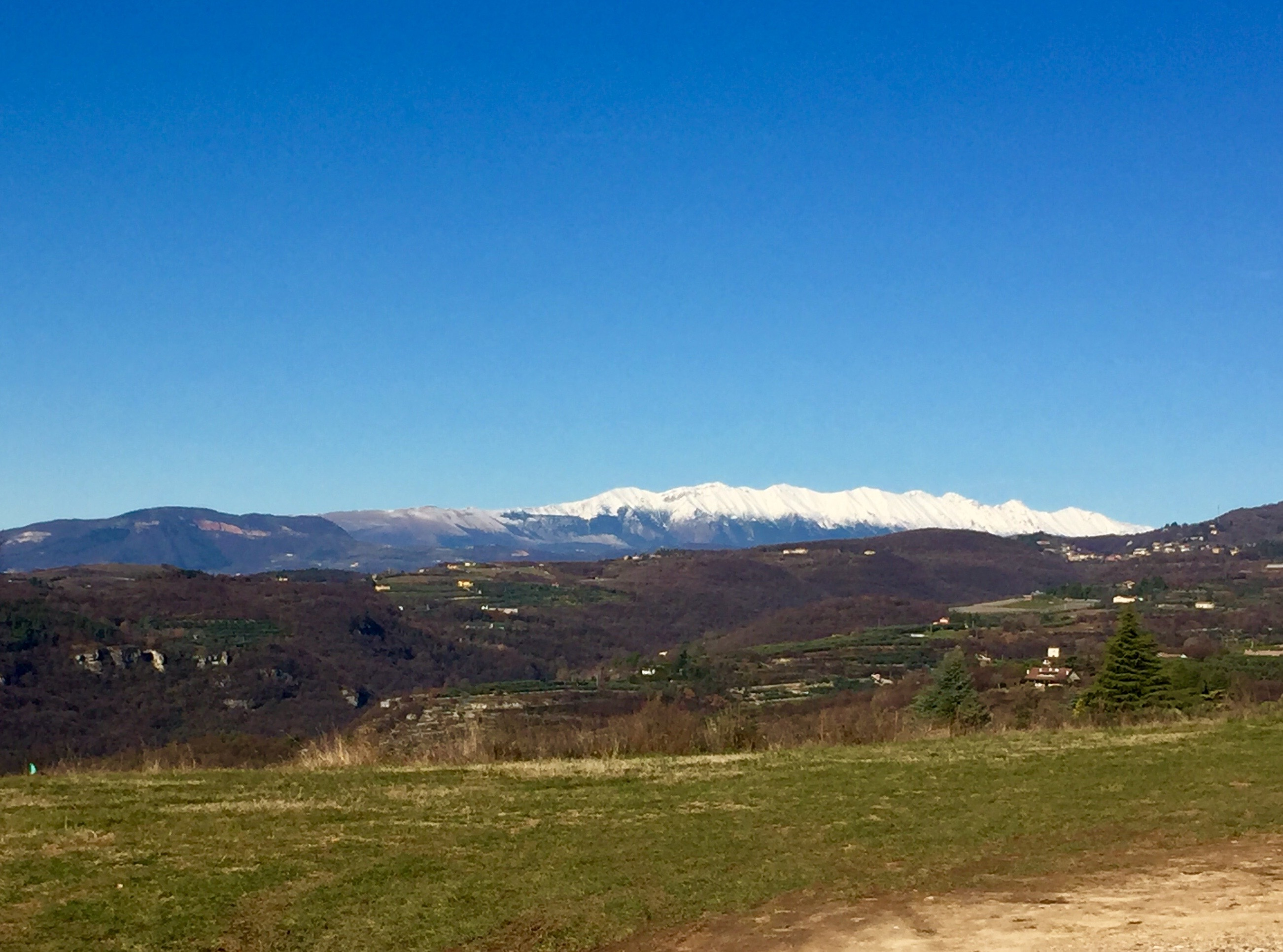
Veduta del monte Ongarine dalla quarta torre massimiliana con il monte Baldo innevato sullo sfondo.

Il monte Ongarine (detto anche Longarine o Longarina, 313 m) si alza a nord degli abitati di Quinzano e Avesa e ne separa le due valli. È detto anche monte Crocetta per la croce in cemento collocata sulla cima meridionale (281 m), visibile anche dai quartieri a ovest della città. Alla base del monte si trovano varie cave, dette "i busi", da cui si è estratta fino a metà Novecento la pietra di Avesa, tufo usato come materiale da costruzione in città. Pare che lo stesso nome del monte derivi da "longarine", termine che rimanderebbe alle travi e alle colonne realizzate con la pietra qui estratta. Più a nord, la dorsale del monte chiude a ovest la stretta valle del progno Borago: in questo tratto prende il nome di monte Cossa (385 m), monte Tosato (436 m) e Maso (546 m); quest'ultimo rilievo segna il confine con il comune di Negrar. Il colle è percorso da vari sentieri che partono da via Volte Maso nella valle di Quinzano, e da via Monte Ongarine e dalla strada del Borago nella valle di Avesa.

### Monte Spigolo

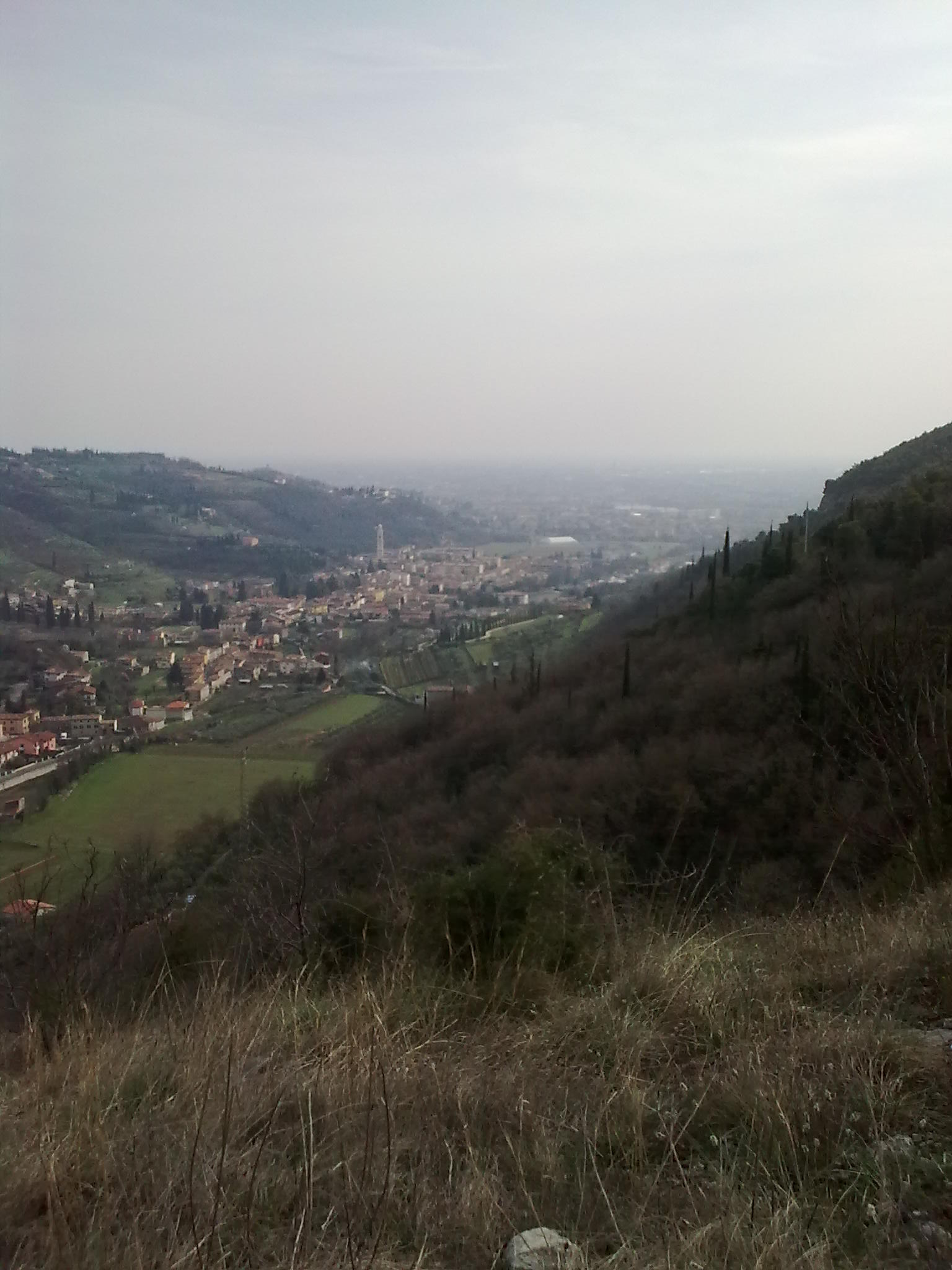
Veduta della valle di Avesa e del borgo omonimo dal monte Spigolo.

Il colle (288 m) funge da spartiacque tra i vaj Borago e Galina in cui si divide a nord la valle di Avesa e domina la confluenza degli omonimi torrenti che solcano le due strette valli. In direzione nord, il monte si sviluppa con cime sempre più elevate fino al borgo di Montecchio (frazione di Negrar): da sud a nord, si incontrano il monte Tondo (347 m), il monte della Cola (385 m), noto per la dolina carsica a sezione orizzontale ellittica detta "Arena di Avesa" per la sua particolare conformazione ad anfiteatro accentuata dai terrazzamenti con muretti a secco, il monte Mezzano (380 m), e la Costa Grande (503 m). I rilievi sono costeggiati a est dalla strada per Montecchio.

### Monte Arzan e monte Croson

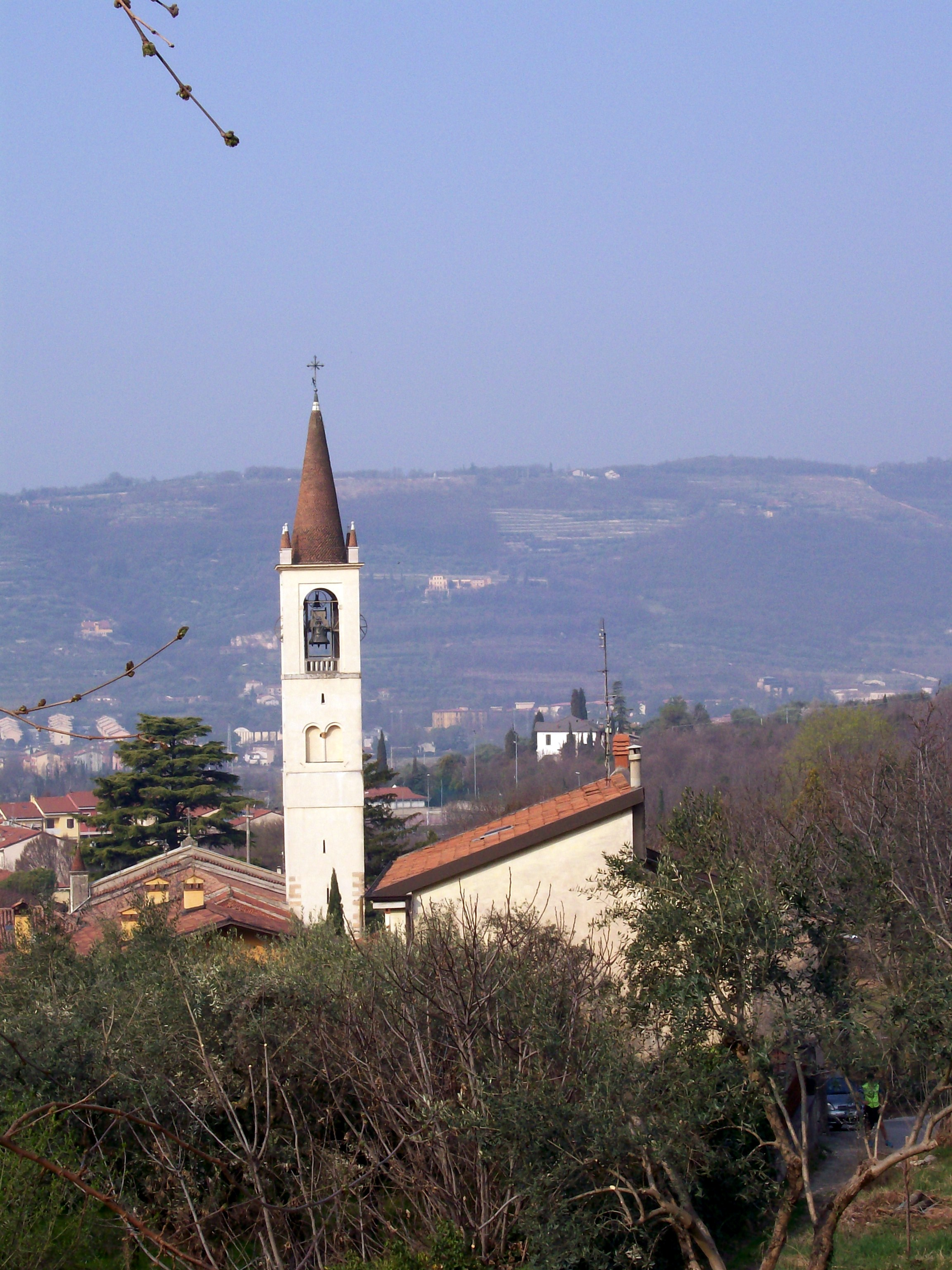
Il monte Arzan visto da Santa Maria in Stelle in Valpantena.

La dorsale dei monti Arzan (257 m) e Croson (334 m) chiude a est il vajo Galina e separa quindi la parte settentrionale della valle di Avesa dalla Valpantena. Durante la seconda guerra mondiale, le cave del monte ospitavano una polveriera fatta saltare in aria dai tedeschi la mattina del 26 aprile 1945 prima di fuggire dalla città. Le vittime dell'esplosione furono contenute (8 persone) grazie all'intervento del curato di Avesa, don Giuseppe Graziani, che ottenne dal Comando tedesco il permesso di svuotare la polveriera fino all'alba, impresa a cui parteciparono vari abitanti del borgo collinare. La vetta del monte Arzan è raggiungibile dalla strada Monte Arzan che parte a nord di Avesa, da via Bonuzzo Sant'Anna che percorre la dorsale tra le due valli per chi proviene dalla città, o da via Ronchi per chi proviene da Quinto di Valpantena. In direzione sud, la fascia collinare prosegue fino ad addentrarsi nel nucleo storico della città con la dorsale di Santa Giuliana, il monte Calvo, e infine i colli di San Leonardo, San Felice, San Pietro e il monte Castiglione che lambiscono la riva sinistra del fiume Adige.

### Torricelle (o colle Santa Giuliana)

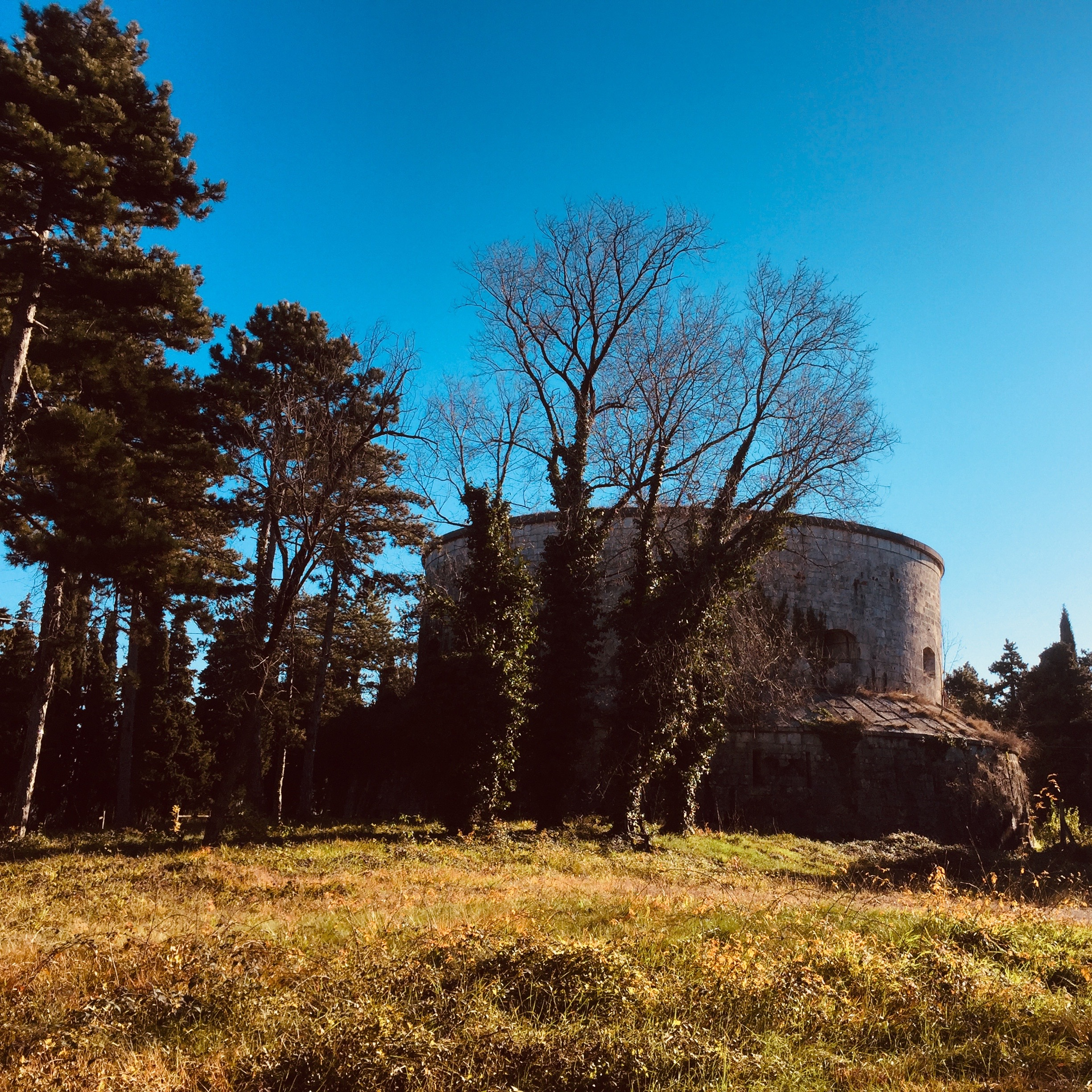
Una delle quattro torri massimiliane sulle Torricelle, oggi seminascoste dalla vegetazione.

In direzione sud, la dorsale tra la valle di Avesa e la Valpantena prende il nome di Torricelle all'altezza delle frazioni di Avesa e Poiano. È questo il nucleo originario che ha dato poi il nome al più vasto sistema collinare a nord della città di Verona. Il toponimo deriva dalla presenza in quest'area delle quattro torri massimiliane costruite dall'esercito austriaco tra il 1837 e il 1843 per difendere a nord il campo trincerato collinare. Data la scarsa vegetazione, le torri nell'Ottocento erano visibili a occhio nudo dalla città. Si trovano ancora, a poca distanza l'una dall'altra, ai lati di via Torricelle, via Santa Giuliana e via Bonuzzo Sant'Anna. La prima torre (269 m) domina la Valpantena alla sinistra di via Torricelle per chi proviene da Verona; la seconda torre (280 m), eretta per presidiare la valle di Avesa, è sul lato destro di via Santa Giuliana (provenendo da San Mattia) ed è ora occupata da varie antenne e ripetitori; la terza torre (301 m) si trova più a nord al bivio tra via Torricelle e via Bonuzzo Sant'Anna; la quarta torre (312 m) è la più settentrionale e la si vede a destra proseguendo in direzione nord su via Bonuzzo Sant'Anna. La seconda torre si trova di fronte all'ospedale psichiatrico di Santa Giuliana che porta il nome di una chiesetta qui edificata nel 1281 e distrutta nel 1872.
Tra la prima e la seconda torre, il crinale si divide in due dorsali minori all'altezza della fontana di Sommavalle, antichissima sorgente che sgorga da un costone di roccia. Il toponimo è dovuto al fatto che la fonte si trova all'estremo apice settentrionale della valle detta Valdonega, stretta tra due dorsali minori che si addentrano nella città di Verona: la prima a ovest con il monte Calvo e il colle San Leonardo, la seconda a est con i colli di San Felice, San Pietro, Castiglione e Biondella.

### Colle San Mattia (o monte Calvo)

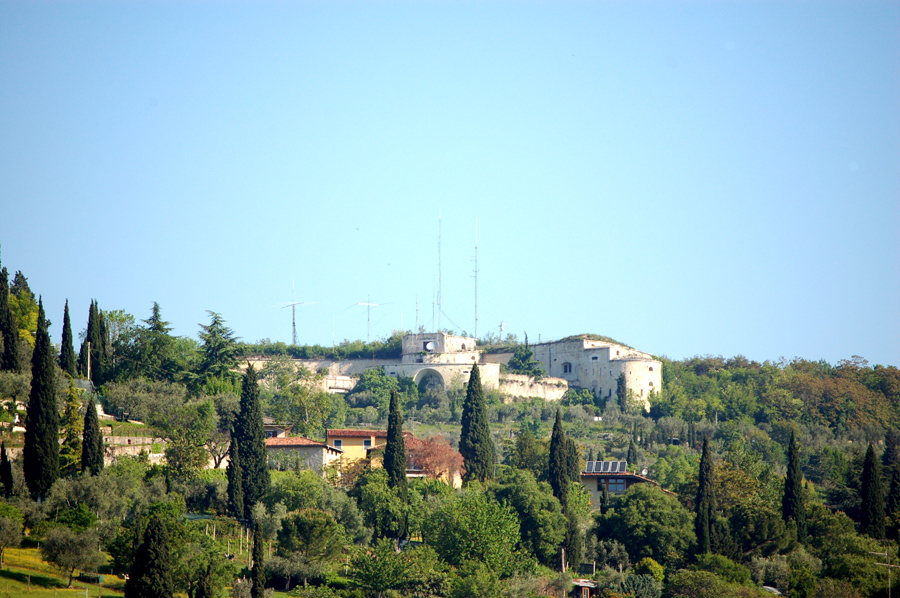
Il forte San Mattia costruito sull'omonimo colle dall'esercito asburgico tra il 1837 e il 1843.

Sulla cima del colle (220 m) si erge il forte San Mattia, costruito sempre dall'esercito austriaco tra il 1837 e il 1843 su disegno di Michael von Maly, allievo dell'architetto militare Franz von Scholl. La posizione strategica del forte permetteva di dominare la valle di Avesa, la Valdonega e l'intera città, incrociando il fuoco con le vicine torri massimiliane. Il forte, visibile dal centro di Verona grazie alla sua collocazione, trae nome dalla vicina chiesetta tardo-medievale di San Mattia (a 240 m d'altitudine), rimaneggiata in forme neoclassiche nel XIX secolo. Il forte e la chiesa sono raggiungibili percorrendo viale dei Colli, strada che parte alla fine della Valdonega a ovest di via Marsala. Sul colle si trovano anche varie ville, tra cui le settecentesche villa Fontana Ederle, detta "La Cipressaia", e villa Bottico.

### Colle San Leonardo (o monte Donico)

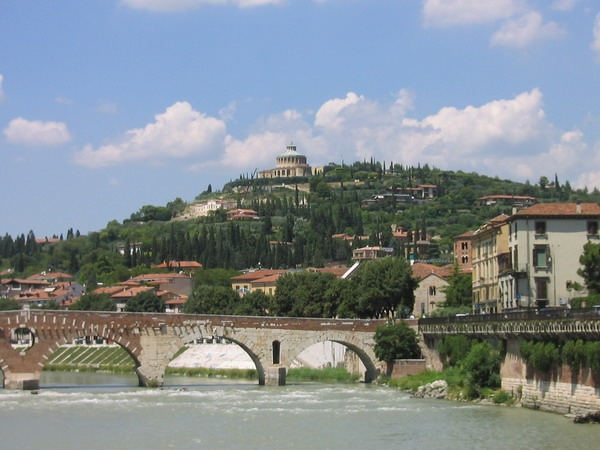
Il colle San Leonardo e il santuario della Nostra Signora di Lourdes sulle sfondo di ponte Pietra.

Il colle, prosecuzione naturale della dorsale di San Mattia, è compreso tra l'estremo fondovalle di Avesa a ovest (occupato oggi dal quartiere Pindemonte) e dal quartiere della Valdonega a est. Sulla cima più alta (170 m) si leva il santuario della Nostra Signora di Lourdes, costruito tra il 1958 e il 1964 su progetto dell'architetto Paolo Rossi De Paoli nel centenario delle celebri apparizioni. La chiesa fu edificata riadattando il precedente forte austriaco di San Leonardo, di cui sono ancora chiaramente intuibili le forme nella pianta circolare dell'edificio di culto, uno degli elementi più iconici del paesaggio collinare delle Torricelle. Il forte, progettato come il vicino forte San Mattia nel 1838 sotto la direzione di Franz von Scholl, fu concesso nel 1952 dal demanio alla Congregazione dei Padri Stimmatini per trasferirvi il santuario di Lourdes prima sito in piazza Cittadella, nel centro della città, che era stato distrutto dai bombardamenti della seconda guerra mondiale. La nuova chiesa avrebbe ospitato la statua dell'Immacolata ritrovata intatta tra le macerie, opera dello scultore Ugo Zannoni. Dal piazzale antistante la chiesa, dove sorge la moderna "grotta" con la statua della Madonna, si gode di una vista sulla pianura che spazia dal centro cittadino fino ai quartieri periferici e la campagna circostante.

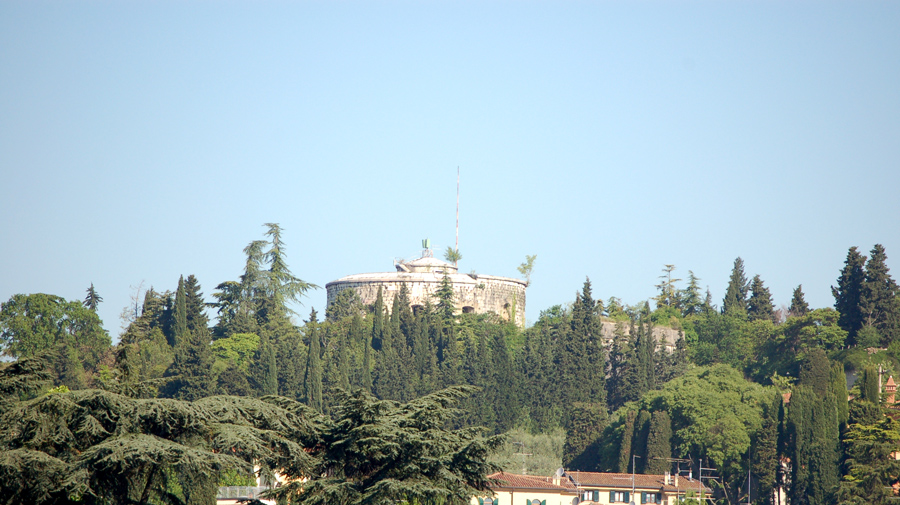
Forte Sofia, sulla cima minore di colle San Leonardo.

Su una cima minore del colle (108 m), più a meridione, si erge il forte Sofia, anch'esso visibile dalla zona di ponte Pietra e lungadige San Giorgio. Il forte fu costruito sempre nel 1838 su progetto di von Scholl per presidiare l'area della Campagnola (l'attuale Borgo Trento) e i territori a ovest della città. L'opera militare deve il suo nome all'arciduchessa Sofia di Baviera, madre del futuro imperatore Francesco Giuseppe. Dopo l'unità d'Italia, la struttura fu a lungo utilizzata come colombaia dal Genio militare italiano per l'addestramento dei colombi viaggiatori.
Il colle e forte San Leonardo devono il loro nome alla chiesa e monastero di San Leonardo in Monte Donico. Il complesso di epoca romanica, oggi sconsacrato, ospita la villa Caperle Arrighini Gerard, pur conservando il campanile e le forme dell'antico edificio religioso, visibili a lato di viale dei Colli all'incrocio con via San Leonardo e, a valle, da lungadige Catena. Monte Donico (o mons Donicus) era il nome che identificava anticamente il colle San Leonardo: come per la vicina Valdonega (o Valdonica), donicus è una contrazione del latino classico dominicus, ovvero "monte e valle appartenenti al signore".
Data la vicinanza al centro cittadino, alle pendici occidentali e meridionali del colle a nord di via Mameli sono stati costruiti nel primo Novecento vari villini in stile eclettico che ricordano quelli del vicino quartiere di Borgo Trento: si trovano soprattutto in via Coni Zugna, salita Monte Grappa, via Giovanni Vincenti, via Giuseppe Sirtori, via Gazzera e all'inizio di via San Leonardo. Quest'ultima, che corre lungo il versante occidentale del colle fino alla chiesa di San Leonardo e poi di San Mattia (in quest'ultimo tratto prende il nome di via San Mattia) è in realtà una "lasagna" austriaca, una delle tante strade militari scavate nel tufo vivo dall'esercito asburgico. Queste caratteristiche stradine, pavimentate con ciottoli o pietre e protette da alti muri, permettevano alle truppe di raggiungere in sicurezza e rapidità i vari forti collinari dalla città.

### Valdonega e Santo Stefano
Porta San Giorgio, così chiamata perché sorge nei pressi della chiesa di San Giorgio in Braida, è anche detta porta Trento poiché da qui partiva la strada per il Brennero corrispondente all'attuale via Mameli. Dalla porta inizia la cinta turrita settentrionale delle mura scaligere (databile al XIV secolo) che si sviluppa sulla riva sinistra dell'Adige e racchiude i quartieri di Santo Stefano e di Veronetta così come i colli di San Felice e San Pietro. Il rione di Santo Stefano si sviluppa sulle prime pendici dei colli: prende il nome dalla chiesa sorta sulla riva del fiume attorno al V secolo come uno dei primi luoghi di culto cristiani in città e rifatta in forme romaniche nel XII secolo.
Le mura che chiudono a nord Santo Stefano e lo separano dalla Valdonega furono rimaneggiate in epoca veneziana e austriaca: tra il 1522 e il 1525 si costruì la rondella di San Giorgio all'altezza dell'omonima porta e la rondella delle Boccare. Dalla porta San Giorgio sale le colline via Ippolito Nievo che delimita il lato esterno delle mura e conduce a via Castel San Felice, che si inerpica sul colle omonimo con una serie di stretti tornanti. Il quartiere della Valdonega, che si sviluppa a nord della via, occupa l'area della valle stretta tra il colle San Leonardo e il colle San Felice chiusa a settentrione dalla Sommavalle, ove si ricongiungono i due cordoni collinari. Quest'area prospiciente la città è stata urbanizzata a partire dal primo Novecento sul modello delle città giardino inglesi, ma era abitata da tempi più remoti: lo testimoniano i resti di una villa romana risalente al I secolo d.C. rinvenuti nel 1957 durante la costruzione di un condominio in via Cesare Zoppi; il sito archeologico è tuttora visibile. Nonostante il quartiere sia stato interessato da un'intensa urbanizzazione nel secondo dopoguerra, sopravvivono ancora esempi di villini qui edificati a inizio secolo come nel vicino quartiere di Borgo Trento.

### Colle San Felice
Il colle, che chiude a est la Valdonega, è la prosecuzione naturale del cordone che scende dalla Sommavalle e divide la città dalla Valpantena. Trae il suo nome dalla cittadella fortificata eretta in epoca viscontea (tra il 1390 e il 1409) nel punto più a nord della cinta magistrale scaligera. Per costruire la fortezza venne demolita la chiesa di San Felice e il monastero annesso, attestati in questo luogo dal 938, da cui il nome della cittadella e del colle. Il castello è stato rimaneggiato dagli austriaci nell'Ottocento e giace ora in stato di abbandono.
L'apice del colle dove sono visibili i resti del castello è raggiungibile da via Giovanni Francesco Caroto e via Castellana per chi proviene da Borgo Venezia, e da via Castel San Felice per chi proviene dalla Valdonega. Entrambe le vie corrono lungo il lato esterno della cinta muraria. Lungo via Castel San Felice, da un tornante a 170 metri d'altitudine si accede al parco delle Colombare che si estende per circa 32 000 mq sul versante occidentale del colle all'esterno delle mura e offre varie vedute della città. Dalla sommità del colle in prossimità del castello il cordone collinare si divide in due dorsali distinte che racchiudono la valle di San Giovanni in Valle: a ovest il colle San Pietro e a est il monte Castiglione.

### Colle San Pietro (o monte Gallo)

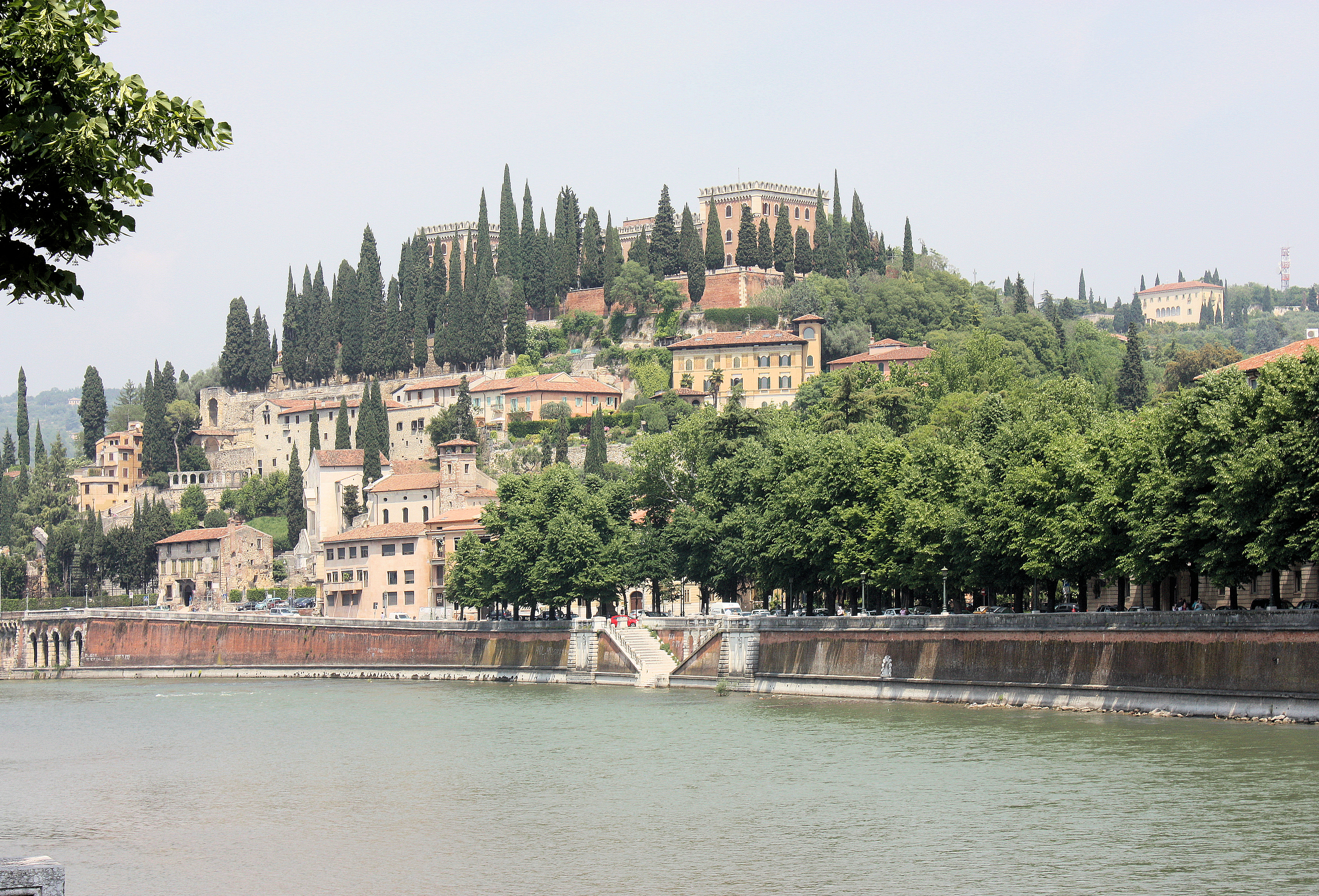
Colle San Pietro visto dalla piazzetta Bra Molinari.

A est, il rione di Santo Stefano è chiuso dal colle San Pietro, prosecuzione orientale della dorsale che va dal monte Arzan e si divide alla fontana di Sommavalle fino a toccare l'ansa dell'Adige. Il colle di modesta altezza domina la città ed è chiaramente visibile nel tratto di lungadige compreso tra il ponte Garibaldi e il ponte Nuovo. Noto anche come monte Gallo, è l'area dove si insediò il nucleo fondativo della città nell'età del bronzo. Circa 3000 anni fa, i primi abitanti edificarono un castelliere (piccolo villaggio collinare) in quest'area strategica da cui si dominava il corso del fiume Adige e la pianura. Secondo un'ipotesi, lo stesso nome della città di Verona deriverebbe dal termine "verone", ovvero balconata panoramica da cui era possibile osservare la pianura.

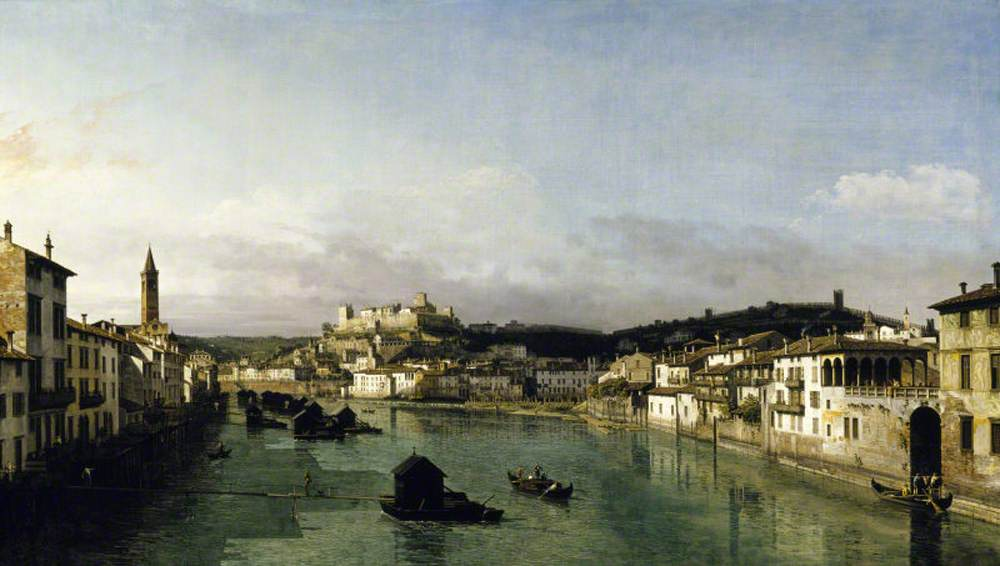
Veduta del castello visconteo sulla cima di colle San Pietro in un dipinto settecentesco di Bernardo Bellotto.

Quando Verona divenne romana, la città si spostò nel castrum compreso nell'ansa dell'Adige dove tuttora sorge il centro storico cittadino. Tuttavia, il colle che dominava i due ponti principali in epoca romana, il ponte Pietra e il ponte Postumio (quest'ultimo non più esistente) continuò a essere compreso all'interno delle mura. Fu in quest'epoca che il colle assunse una funzione monumentale: sul versante sud-occidentale che guardava verso la città venne costruito nel I secolo a.C. un teatro (tuttora noto come teatro romano) usando la pendenza naturale del colle come base per la cavea. Sulla cima si eresse anche un tempio dedicato a Giove. Sui resti del luogo di culto pagano in epoca cristiana si edificò una chiesa dedicata a San Pietro, attestata nelle fonti dal V secolo. Si pensa che qui il re ostrogoto Teodorico costruì la sua sontuosa reggia nel VI secolo; data la posizione strategica, anche il re Berengario vi fece erigere una rocca tra il IX e il X secolo, su cui poi Gian Galeazzo Visconti edificò un vero e proprio castello alla fine del XIV secolo, detto appunto castel San Pietro per la vicinanza con la chiesa. Nel Cinquecento sotto il castello si realizzò anche una cisterna per la raccolta dell'acqua, tuttora esistente.
Dopo il trattato di Lunéville, che divise Verona in due lasciando alla Francia la parte a destra dell'Adige e all'Austria la riva sinistra che comprendeva il colle, i francesi fecero saltare in aria il castello e la chiesa vicina prima di ritirarsi sulla sponda opposta. Tra il 1851 e il 1856, sui loro resti gli austriaci costruirono un'imponente caserma di fanteria in stile Rundbogen su progetto di Conrad Petrasch. Il monumentale edificio visibile da tutta la città divenne per i veronesi il nuovo castel San Pietro: ancora oggi domina il colle. Nel nuovo complesso vennero integrate le rovine del castello che ancora sussistevano a nord dell'edificio e furono riutilizzate come recinto fortificato: un'ampia porzione di quel che resta della fortezza viscontea è visibile su via Castel San Pietro nel tratto che conduce al piazzale antistante la caserma. Da questo spiazzo si gode di una delle viste più note e fotografate di tutta la città.

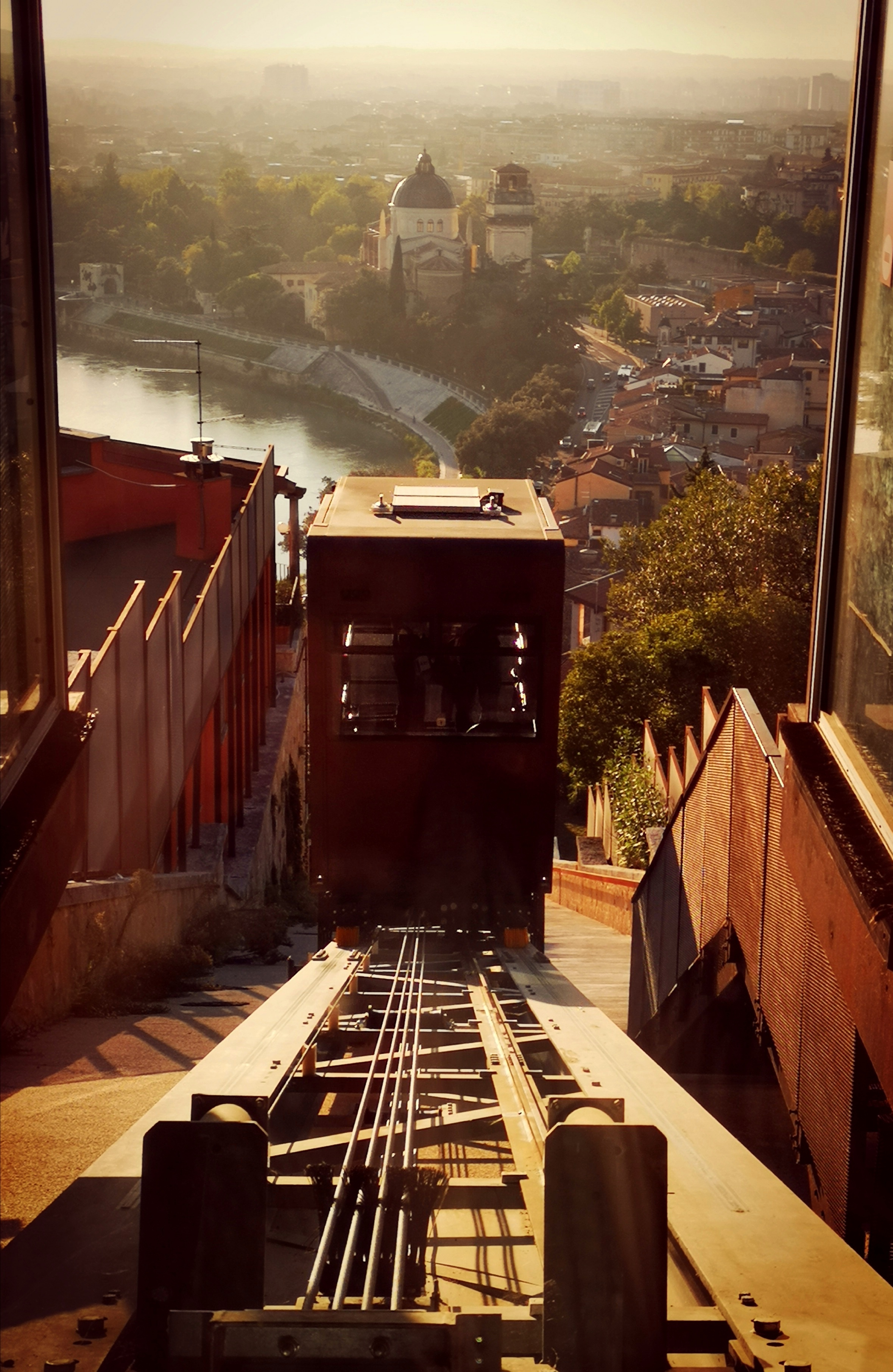
La funicolare di Castel San Pietro con l'Adige e la chiesa di San Giorgio in Braida sullo sfondo.

Nel corso dei secoli, il teatro romano era stato coperto da un reticolo di fitte abitazioni: solo attorno al 1830 il ricco commerciante Andrea Monga acquistò l'area e fece abbattere a sue spese le casupole per iniziare gli scavi che porteranno alla luce l'antico teatro, ancora oggi usato per spettacoli dal vivo. Sulle gradinate resta la chiesetta gotica dei Santi Siro e Libera, sopravvissuta alle demolizioni ottocentesche, a cui si accede da una scalinata di epoca barocca. Tra il teatro e la caserma si leva la possente mole quattrocentesca del convento di San Girolamo che ospita dal 1923 il museo archeologico.
L'apice del colle, che corrisponde al piazzale di Castel San Pietro, è raggiungibile attraverso due scalinate che partono ai suoi piedi, la prima all'altezza di ponte Pietra e la seconda in vicolo Botte (da cui si accede anche al teatro), oppure con la funicolare panoramica realizzata nel 1941 e ripristinata nel 2017. La struttura parte da una traversa di via Madonna del Terraglio alle pendici del colle e copre un dislivello di 55 metri.

### San Giovanni in Valle
Il colle San Pietro separa Santo Stefano dalla piccola valle di San Giovanni in Valle dove si trova l'omonima e antichissima chiesa romanica, attestata fin dal VII secolo. Il rione, compreso nelle mura cittadine e integrato nel più vasto quartiere di Veronetta, si sviluppa sulle pendici del colle a est e le risale fino alla fontana del Ferro. Le acque di questa sorgente naturale che chiude a nord la valle venivano convogliate verso il pozzo di piazza Cisterna, a pochi passi dalla chiesa, costruito nel XV secolo e in uso fino al XIX secolo.
Su una delle due salite che portano alla fontana si trova la cinquecentesca villa Francescatti, costruita ai piedi del colle San Pietro. Alla villa è annesso un giardino all'italiana di circa 5 000 mq realizzato su vari terrazzamenti. L'edificio ha ospitato dal 1980 al 2017 un ostello della gioventù.
Vicino alla chiesa si trova anche la corte del Duca, un terreno cintato di epoca medievale coltivato a orto dalle monache clarisse e oggi adibito a giardino pubblico: si pensa che il toponimo sia dovuto al fatto che qui Alboino avesse costruito la sua reggia dopo la conquista della città nel 568 e la fondazione del Ducato di Verona.

### Monte Castiglione
A est, il borgo di San Giovanni in Valle è chiuso dal monte Castiglione (attestato anche come Costiglione) che prosegue a est la dorsale del colle di San Felice e separa il quartiere di Veronetta a sud-ovest dalla Biondella e Borgo Venezia a nord-est. Sul crinale del colle, estrema propaggine orientale delle Torricelle, corre la cinta muraria turrita di epoca scaligera che unisce porta Vescovo a castel San Felice: in epoca veneziana vi si costruirono le rondelle di Santa Toscana e di San Zeno in Monte. Le mura con le loro caratteristiche torrette che dominano Veronetta possono essere raggiunte da salita Santo Sepolcro e via San Zeno in Monte, che corrono sul lato interno, o da vari percorsi pedonali attigui a via Giovanni Francesco Caroto sull'esterno.

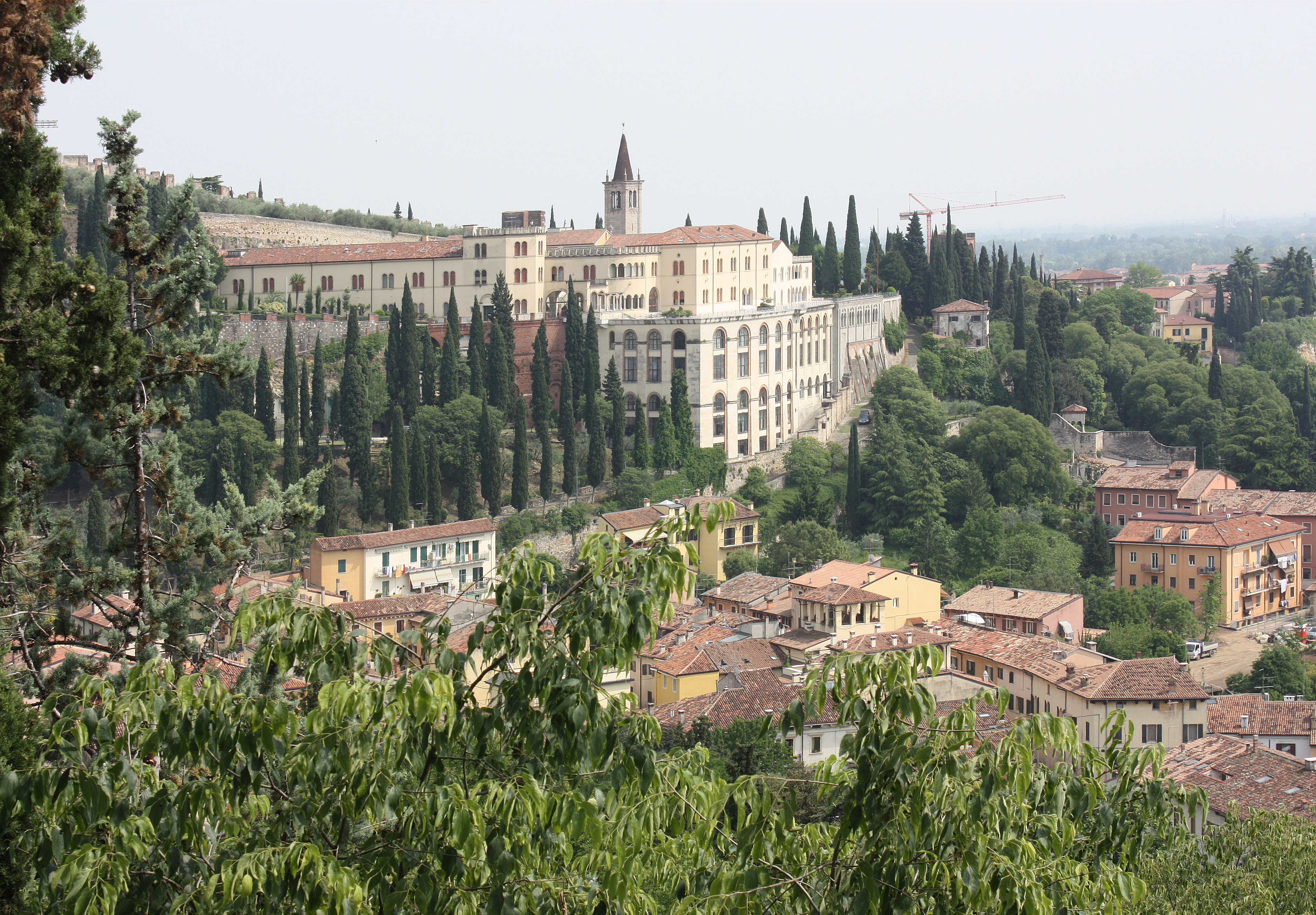
L'Istituto Don Calabria e la chiesa di San Zeno in Monte sul Monte Castiglione visti da colle San Pietro.

Sul versante occidentale del colle a ridosso delle mura sorge la chiesa romanica di San Zeno in Monte, risalente al XV secolo. Nel convento annesso, usato dagli austriaci come caserma, è ospitata dal 1910 la Congregazione dei Poveri Servi della Divina Provvidenza di don Calabria. L'edificio è stato restaurato nel 1936 e domina oggi il paesaggio cittadino a est del centro insieme al campanile della chiesa e alla croce luminosa in ferro di 19 metri d'altezza, qui eretta dalla Congregazione nel 1934. Dal rione di San Giovanni in Valle si arrampica verso l'Istituto Don Calabria la Scala Santa, una scalinata pavimentata a ciottoli con ai lati inserite le stazioni della Via Crucis.

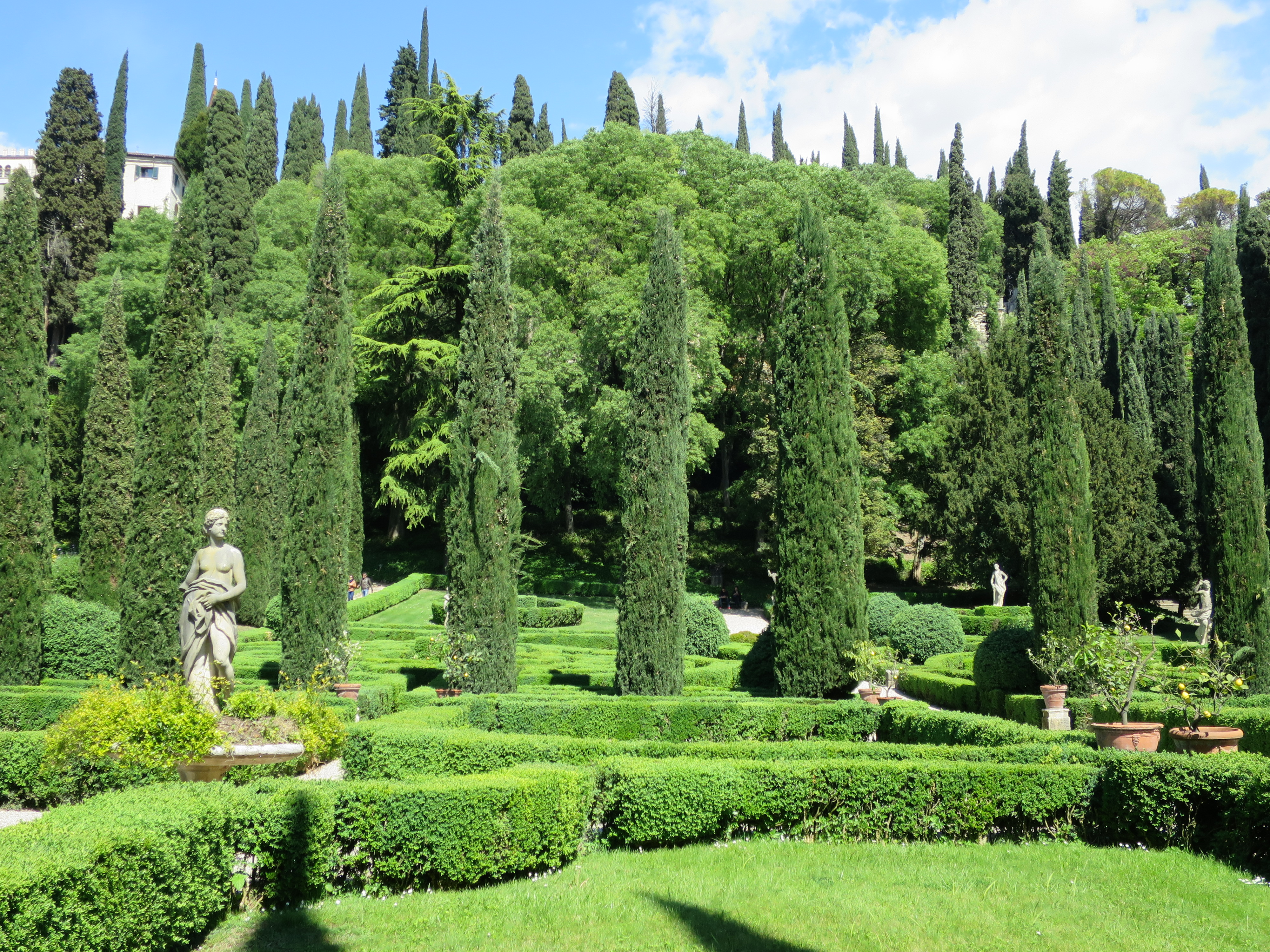
Il monte Castiglione sullo sfondo del Giardino Giusti.

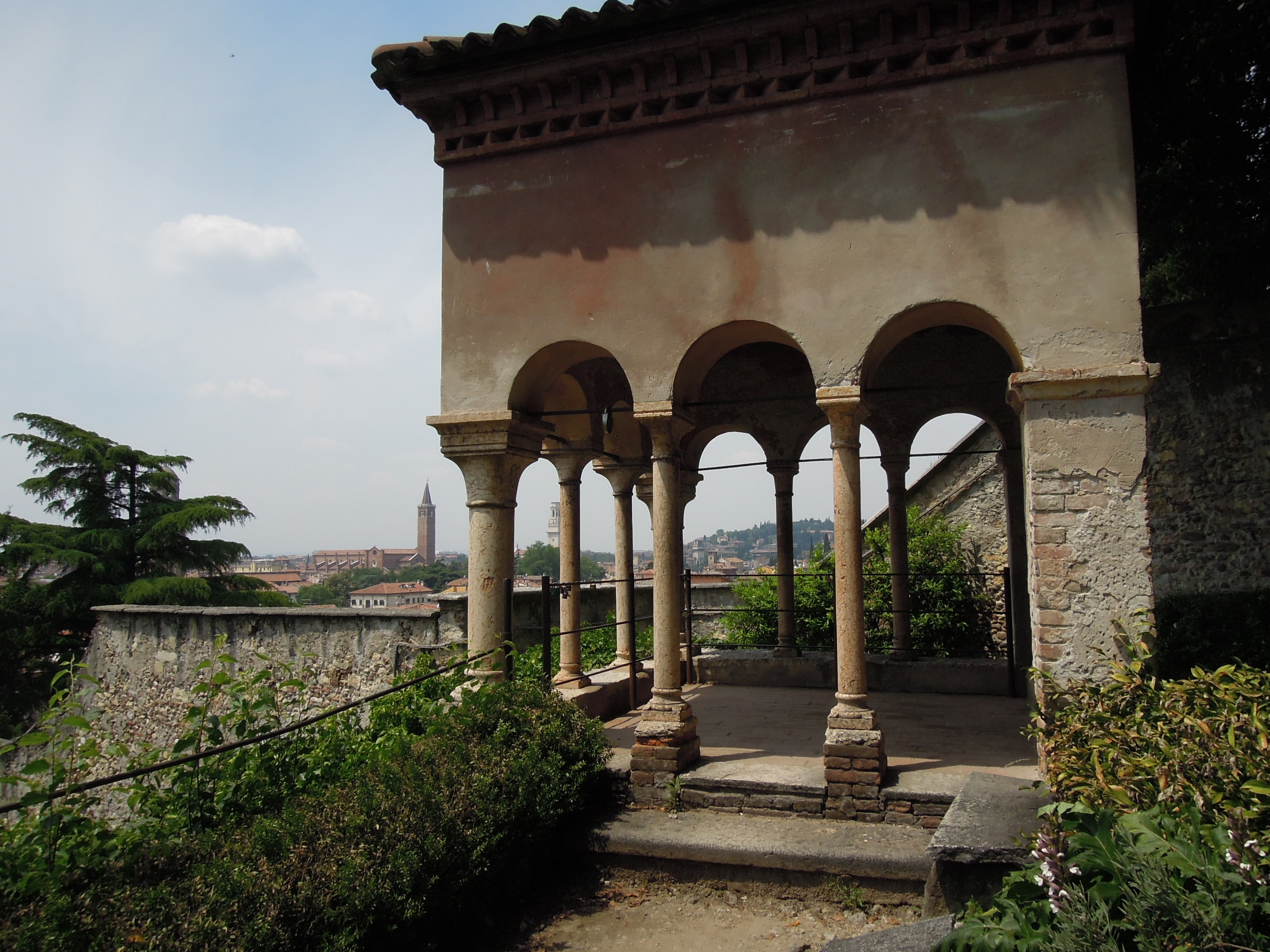
Il padiglione belvedere del Giardino Giusti sul monte Castiglione.

Poco più a sud, sulle pendici occidentali del colle si sviluppa il giardino Giusti, tardo-rinascimentale giardino all'italiana realizzato sul retro del cinquecentesco palazzo Giusti del Giardino. Il parco si arrampica sulla collina su vari terrazzamenti piantumati a bossi, cipressi e agrumi, e abbelliti da labirinti, fontane, statue mitologiche, scalinate e grotte artificiali. La rupe del colle è invece tenuta a bosco sempreverde: da qui si raggiungono un belvedere a balconata sopra un mascherone e un padiglione coperto da cui si apre una vista su tutta la città.
Poco più a sud del giardino, il monte è attraversato da una galleria aperta proprio sotto la rondella di San Zeno in Monte negli anni sessanta del Novecento: collega via Nazario Sauro, in Veronetta, con via Alessandro Volta in Borgo Venezia. A breve distanza, alle pendici meridionali del colle sorge la chiesa dei Santi Nazaro e Celso, nata su un altro luogo di culto scavato nella roccia di cui restano ancora i tre vani incavati nel monte.
Sulla dorsale del colle che sovrasta la chiesa a ridosso delle mura sorge il quartiere residenziale di Alto San Nazaro, edificato nel 1887 come rione popolare dalla Società Anonima Cooperativa Edificatrice di Case Operaie. Il quartiere è raggiungibile dallo scalone XVI Ottobre, che si inerpica da una traversa di via San Nazaro; lo si raggiunge anche da nord attraversando una breccia nelle mura tra via Caroto e la salita Santo Sepolcro. Il toponimo della scalinata tramanda il nome originario del complesso residenziale, battezzato Quartiere XVI Ottobre per ricordare la data di unificazione di Verona al Regno d'Italia nel 1866. Vicino al quartiere è stato realizzato anche un parco da cui si domina l'area di Veronetta e porta Vescovo.
Superato il quartiere, il monte Castiglione scende verso valle. L'area interna alle mura è occupata dal rione di Santa Toscana che sorge attorno all'omonima chiesa eretta alle pendici del colle sulle preesistenti rimanenze di una chiesetta dedicata al Santo Sepolcro. La cinta muraria, chiusa dalla rondella di Santa Toscana che ospita oggi un parco pubblico, scende rapidamente le ultime pendici collinari per collegarsi a porta Vescovo e proseguire in pianura.

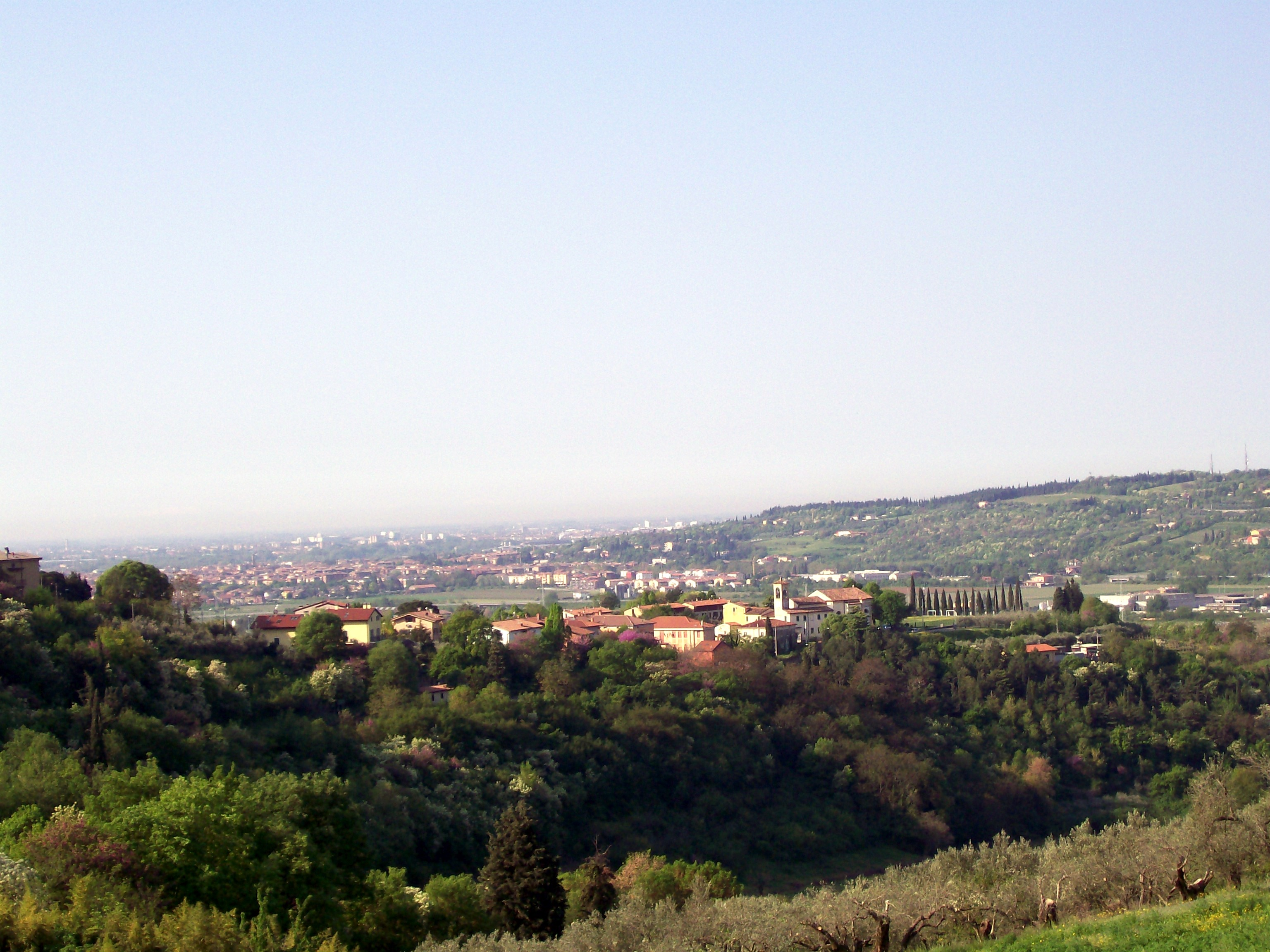
Veduta delle Torricelle dalla frazione di Novaglie nel punto in cui digradano verso Borgo Venezia. A destra colle San Felice e a sinistra le ultime alture della Biondella.

### Colle Biondella
A nord-est del monte Castiglione si è sviluppato a partire da inizio Novecento il quartiere residenziale della Biondella, ora integrato nel più ampio contesto di Borgo Venezia. Il quartiere si insinua sulle pendici collinari in due avvallamenti distinti separati dall'altura del colle Biondella, sviluppandosi sugli assi viari di via Alessandro Volta a sud (che si collega a Veronetta tramite il traforo sotto la rondella di San Zeno in Monte) e di via Biondella a nord, che risale il versante orientale fino a congiungersi con via Castellana. Quest'ultima strada costeggia la dorsale collinare sul lato della Valpantena fino alla frazione di Poiano. Il quartiere, urbanizzato a inizio Novecento, è caratterizzato da bassi villini a due o tre piani, alcuni risalenti al primo dopoguerra.

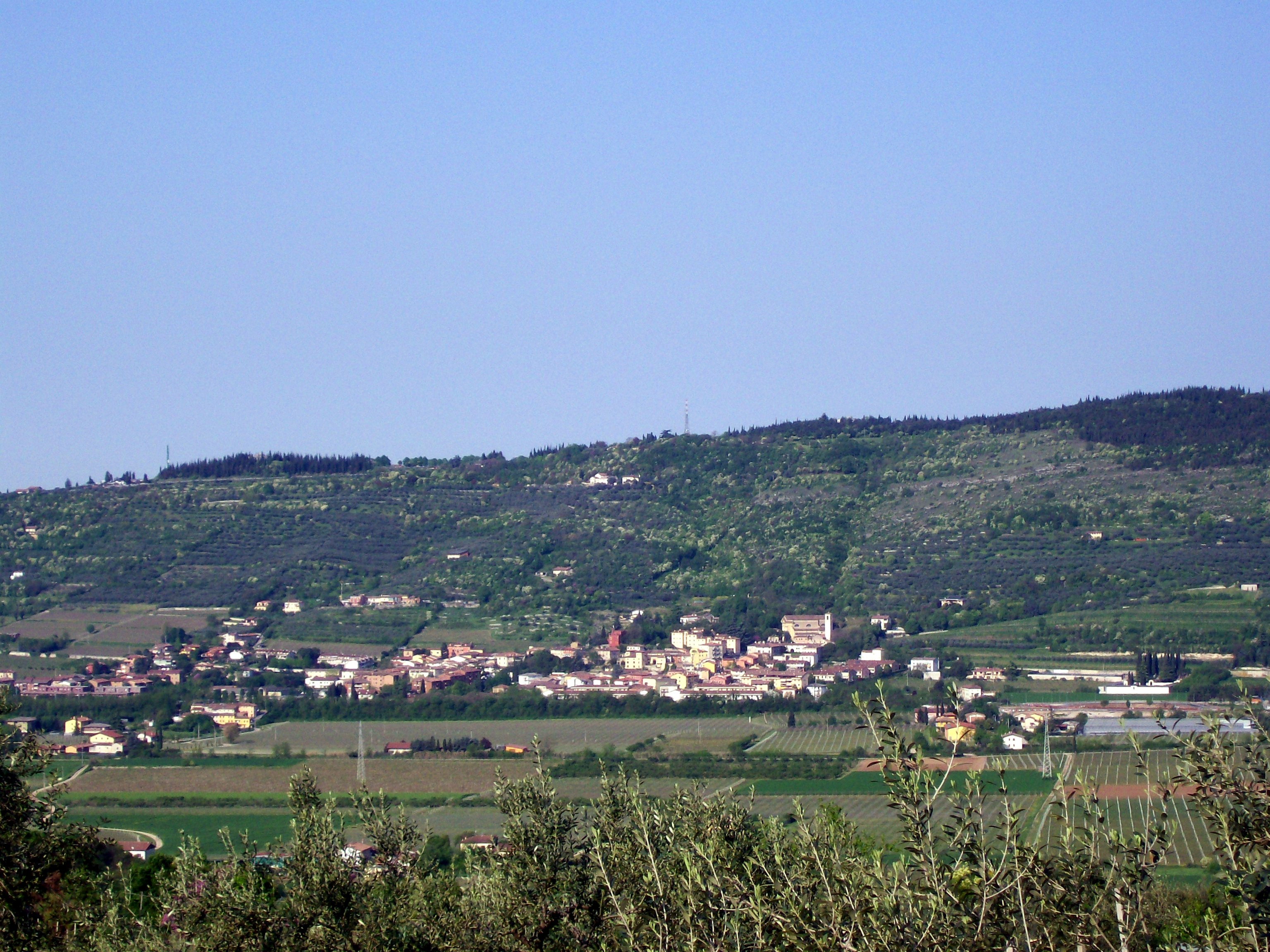
Veduta delle Torricelle dalla bassa Valpantena, con il borgo di Poiano alle pendici.

In cima al colle Biondella si erge il forte Biondella, costruito nel 1838 dal Genio militare austriaco per presidiare la pianura a est di Verona e l'imbocco della Valpantena. È possibile raggiungere il forte e la cima del colle da due salite distinte: la prima, via Giovanni Francesco Caroto, risale il versante meridionale a destra di Via Alessandro Volta, la seconda la si trova proseguendo su Via Biondella fino all'incrocio con la stessa via Caroto. A nord della Biondella, il versante orientale delle Torricelle continua il suo corso verso nord e chiude a ovest la Valpantena fino a congiungersi con i Monti Lessini nei pressi di Grezzana.

## Escursionismo
Date le bellezze paesaggistiche, la vicinanza alla città e le stratificazioni storiche lasciate dal millenario insediamento dell'uomo, le Torricelle sono meta degli escursionisti. Tra i vari sentieri che attraversano i colli vi sono la Dorsale Giuliani da Parona a Poiano, la Transtoresela dall'Eremo di San Rocchetto a Poiano, e gli intinerari che risalgono le valli di Avesa e Quinzano. Dal 1973 sulle Torricelle si tiene la manifestazione podistica "4 passi di primavera", durante la quale dalla città si raggiunge il borgo di Montecchio.